# Francisco Fuertes Piquer
Francisco Fuertes Piquer (Valbona, 1717-1789), licenciado y doctor en Teología fue un religioso español que fue rector de la Universidad de Cervera (1762-1782).

## Biografía
Francisco Fuertes Piquer nació en 1717 en Valbona (Teruel) y fue bautizado el día 24 de mayo.
Estudió a partir de 1733 en el Colegio Mayor de San Ildefonso de la Universidad de Alcalá, obteniendo los grados de bachiller en artes (1736), bachiller en teología (1744) y la licenciatura y el doctorado en teología, ambos en 1749.  También ejerció de profesor y catedrático de artes desde 1749, y fue rector y vicerrector (1752). Fue Depositario de Alhajas, entre 1739 y 1747, y Diputado  2º en el Monte de Piedad de Madrid, entre 1747 y 1755. Fue canónigo de la catedral de Tarragona a partir de 1755.
En 1762, se trasladó a la Universidad de Cervera, donde llega con los títulos de arcediano mayor y mestrescola de Lérida y dónde fue nombrado canciller el día 13 de junio. Fue uno de los rectores con mandato más prolongado. Bajo su rectorado, la universidad vivió una de las más esplendorosas de la etapa cerverina marcando la expulsión de los jesuitas el inicio de su decadencia.  
En 1762, justo a su llegada, se inaugura el teatro y se bendice la capilla de la universidad. Se pueden distinguir dos etapas en su rectorado, la primera entre 1762 y 1778, en la que hay que destacar la expulsión de los jesuitas en 1767 con graves consecuencias académicas a la enseñanza superior,  los problemas surgidos de la reforma de los planes de estudio (1771 ), la reforma de las Conferencias de leyes y la provisión de cátedras. Durante la segunda etapa se produce una reorganización universitaria. En el año 1770 se produce un robo en los aposentos del canciller y en 1781 emite un edicto que regula el comportamiento que tienen que tener los estudiantes y sanciona las conductas inadmisibles. Durante su rectorado se consolida la biblioteca universitaria. Es reconocido su esfuerzo para obtener más rentas por la universidad y para rebajar el importe de los impuestos.
En 1782 fue nombrado Obispo de Albarracín y renuncia al cargo. Murió el 30 de marzo de 1789 y fue enterrado en Cervera.

## Publicaciones
- Larraz, Blas. De magnificentia regalium aedium Academiae Cervariensis : gratulatio ad eamdem Academiam ob absolutum perfectumque magnificentissimum eius theatrum / oratio habita a P. Blasio Larráz ... XV. Cal. Novemb. an. MDCCLXII in sollemni studiorum instauratione; recens inito cancellarii munere a ... Francisco Fuertes Piquér typis excusa ex decreto Academiae. Cervariae Lacetanorum : Typis Academicis, apud Antoniam Ibarra viduam, [1762?]. Disponible en: Catálogo de las bibliotecas de la UB

- Fuertes Piquer, Francisco. Oración panegyrica que en anual obsequio a Maria Santissima de los Dolores, consagra la gratitud de sus esclavas y fervoroso zelo de su devota congregación, establecida en la casa de probacion de la Compañía de Jesus de la ciudad de Tarragona / dixola en el día 9 de abril de este presente año 1756 el Dr. D. Francisco Ioseph Fvertes Piquèr . Tarrag. [Tarragona] : por Joseph Barbèr ..., [1756?]. Disponible en: Catálogo de las bibliotecas de la UB

- Fuertes Piquer, Francisco. Qvaestiones medicae sortitae et lege praefixo 10 dier. termino typis mandatae a ... Caietano Rojas, Francisco Ginesta, Carolo Nogvés, Bonaventura Monnár pro cathedra primaria vacante competitoribvs. Cervariae : ex typographia Reg. Academ., 1785. Disponible en: Catálogo de las bibliotecas de la UB